# ドリームス (バンド)
ドリームス（Dreams）は、1960年代後半から1970年代初頭にかけて活動したオリジナルで著名なジャズ・ロック・バンドの1つである。バンドはジェフ・ケントとダグラス・ルバーンによって結成され、ファースト・アルバムでは彼らが曲を書き、アレンジを行った。もともとはトリオ編成でスタートしたが、時間をかけて管楽器ベースのバンドへと発展していった。その後、ウィル・リー、ドン・グロルニック、ボブ・マン、エディ・ヴァーノンらが参加している。

## 略歴
エディ・パルミエリ、ティト・プエンテ、ラ・ルーペ、モンゴ・サンタマリア、セリア・クルス、イラストレーション（アラン・ローバーのグループ）、リトル・アンソニーのアルバムを含む作品を手掛けてきた音楽プロデューサーにして、作曲家、サウンド・エンジニアであるフレッド・ワインバーグに、ドリームスは見出された。もう1人の尊敬されるプロデューサーにして、ワインバーグが当時働いていたニューヨークにあるA&Rというスタジオなどのスタジオ・オーナーであるフィル・ラモーンは、ニューヨークにあるCBSスタジオで、元アトランティックA-1エンジニアのジム・リーヴスとドリームスのLPを録音してミックスするというワインバーグのことを歓迎した。ドリームスがセッションを行っている途中で、CBSの幹部陣によって録音場所がCBSのシカゴ・スタジオへと移された。これは、CBS・52ndストリート・スタジオがポール・サイモンによって数週間予約され、またドリームスのLPリリースの期限が迫っていたためである。アルバムは一面広告が打たれ、ビルボード誌で好評を博した。
ドリームスの2枚目にして最後のアルバム『イマジン・マイ・サプライズ』は、メンフィスでスティーヴ・クロッパーがプロデュースを行った。クロッパーは「聴衆がグループをよりよく理解できるように」したかったため、彼のプロデュースでは「ジャズを前面に維持」しつつ、「ファンキーでより商業的なリズムを『バンド』のバックに」置くことにした。
ドリームスは、シカゴやブラッド・スウェット・アンド・ティアーズのように商業的な成功を収めはしなかったが、ビリー・コブハム、ドン・グロルニック、ランディ & マイケル・ブレッカー（後にブレッカー・ブラザーズとして知られる）ら、最終的に著名なフュージョン・アーティストとなる各人の発射台として機能した。他の著名なバンド・メンバーには、ギタリストのジョン・アバークロンビー、トロンボーン奏者のバリー・ロジャース、ギタリストのボブ・マン（後にマウンテンに加入）、ベーシストのウィル・リーが含まれていた。
ドリームスと、他のほとんどのブラスを吹き込んだバンドとの主な違いの1つは、ドリームスの自発性の強調にあった。ホーン・セクションは「ジャムによって自発的なアレンジメントを完成させ、常に夜から夜まで解釈を開放されたままにするのです」。

## メンバー
- ジョン・アバークロンビー (John Abercrombie) - ギター
- マイケル・ブレッカー (Michael Brecker) - サックス、フルート
- ランディ・ブレッカー (Randy Brecker) - トランペット、フリューゲルホルン
- ビリー・コブハム (Billy Cobham) - ドラム、パーカッション
- ドン・グロルニック (Don Grolnick) - キーボード、ピアノ
- ジェフ・ケント (Jeff Kent) - キーボード、ギター、ボーカル
- ウィル・リー (Will Lee) - ベース
- ダグラス・ルバーン (Douglass Lubahn) - ベース、ボーカル
- ボブ・マン (Bob Mann) - ギター、フリューゲルホルン、ボーカル
- バリー・ロジャース (Barry Rogers) - トロンボーン、チューバ
- エディ・ヴァーノン (Eddie Vernon) - ボーカル

## ディスコグラフィ

### スタジオ・アルバム
- 『ドリームス』 - Dreams (1970年)
- 『イマジン・マイ・サプライズ』 - Imagine My Surprise (1971年)